# Hiallt
Hiallt (m. 920), a veces mencionado como Hialt o Healthene, fue un caudillo vikingo del siglo X que protagonizó un asentamiento en Normandía, Francia siguiendo los pasos de Hrolf Ganger tras el Tratado de Saint-Clair-sur-Epte. En la península de Cotentin fundó el enclave de Hialtus Villa (Hauteville).
Hacia el siglo XI, la familia de Hiallt se había convertido en una dinastía, la Casa de Altavilla, que lideraba Tancredo de Hauteville, Señor de Cotentin.

## Leyenda
A Hiallt se le vincula con el linaje de Ogier el Danés (más tarde identificado como el legendario Holger Danske, m. 817) y por lo tanto descendiente de Godofredo I de Dinamarca. Según la genealogía de David Huges en su libro The British Chronicles, Hiallt era hijo de Ivor, a su vez hijo de Magnus que fue hijo de Olaf, y este fue hijo Arailt (o "Harald", m. 856) a su vez hijo de Hingmar (o "Ivar"), hijo de Sveide (m. 832), un rey del mar. Sveide se identifica como hijo de Ogier el Danés y su tercera esposa Astritha, hija de Godofredo.

## Legado
Su descendencia está vinculada a la conquista normanda de Sicilia, Roberto Guiscardo hijo de Tancredo, fue duque de Apulia y Calabria; Roger I y Roger II de Sicilia encabezaron Cruzadas en Palestina para restaurar la Cristiandad en Tierra Santa. El nieto de Tancredo, Bohemundo de Tarento fue líder de la primera cruzada; Goffredo Malaterra afirma que tomó la cruz con intención de saquear y conquistar las tierras griegas:

De Rebus Gestis Rogerii Calabriae et Siciliae Comitis et Roberti Guiscardi Ducis fratris eius.